# Steel Cage match

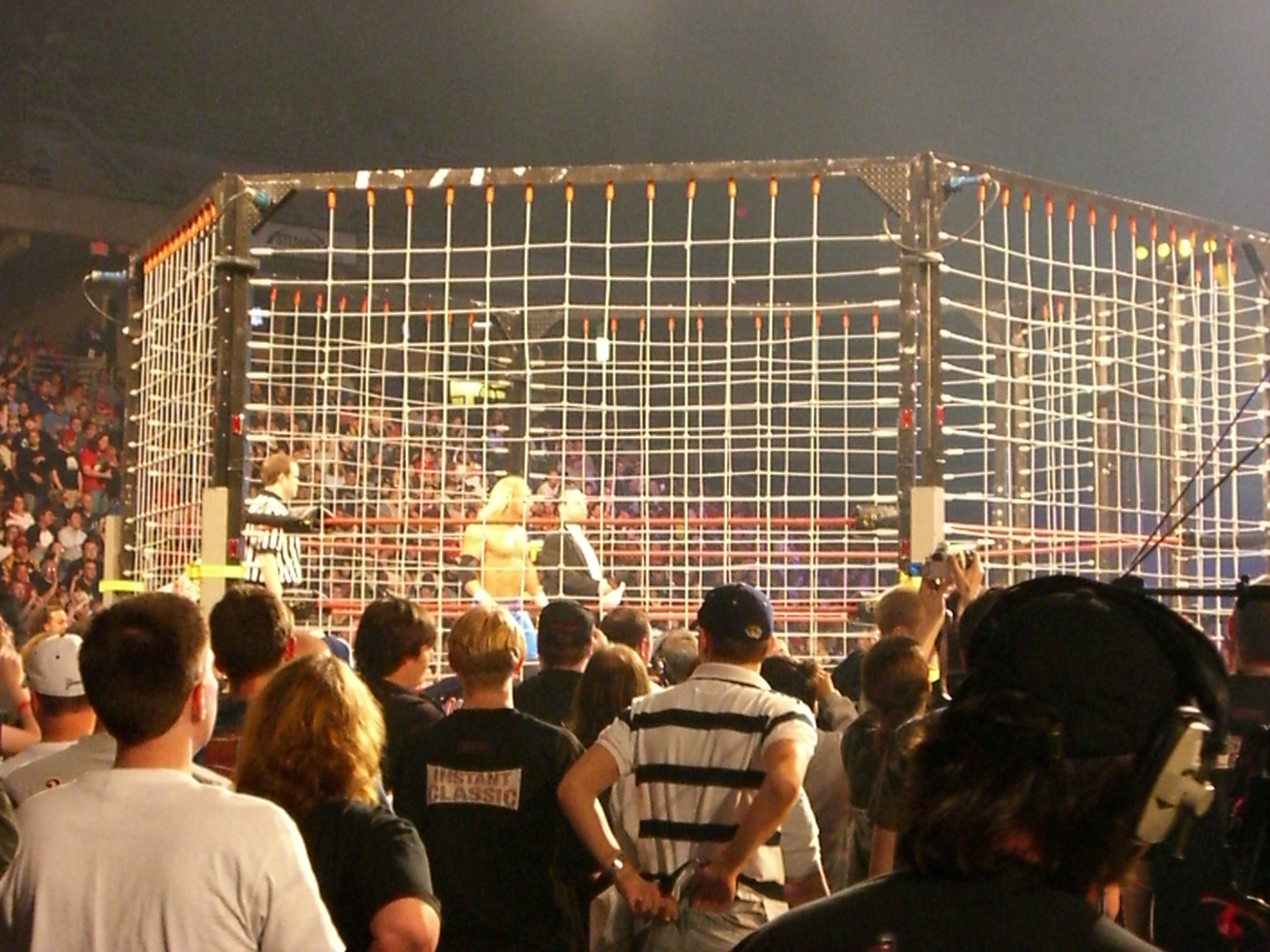

Steel Cage Match – odmiana walki w wrestlingu.
Walka odbywa się między dowolną liczbą zawodników. Wrestlerzy są zamknięci ze stalowej klatce o wysokości 20 stóp (ok. 6 m), szczelnie otaczającej ring. W jednym z narożników klatki znajdują się drzwi. Zwycięzcą walki jest ten zawodnik, który jako pierwszy ucieknie z klatki przez drzwi bądź wspinając się na jej szczyt. W niektórych walkach można też wygrać w sposób klasyczny (pin lub submission).
| LP | Wynik                                                | Stypulacja                                                      | Gala                 | Czas  |
| -- | ---------------------------------------------------- | --------------------------------------------------------------- | -------------------- | ----- |
| 1  | Bret Hart (c) pokonał Diesela                        | Steel Cage match + WWF Championship                             | In Your House 6      | 19:13 |
| 2  | Daniel Bryan (c) pokonał Big Showa i Marka Henry’ego | Triple threat Steel Cage match + World Heavyweight Championship | Royal Rumble (2012)  | 09:08 |
| 3  | Triple H (c) pokonał Randy’ego Ortona                | Steel Cage match + WWE Championship                             | Judgment Day 2008    | 21:11 |
| 4  | Batista pokonał Randy’ego Ortona (c)                 | Steel Cage match + WWE Championship                             | Extreme Rules (2009) | 07:03 |
| 5  | Edge pokonał Chrisa Jericho                          | Steel Cage match                                                | Extreme Rules (2010) | 19:59 |
| 6  | John Cena pokonał The Miza (c) i John Morrisona      | Triple threat Steel Cage match + WWE Championship               | Extreme Rules (2011) | 19:50 |
| 7  | Brock Lesnar (z Paul Heyman) pokonał Triple H'a      | Steel Cage match                                                | Extreme Rules (2013) | 20:07 |
| 8  | Bray Wyatt pokonał Johna Cenę                        | Steel Cage match                                                | Extreme Rules (2014) | 21:12 |